# سان برونو (كاليفورنيا)
سان برونو (بالإنجليزية: San Bruno)‏ هي إحدى مدن مقاطعة سان ماتيو، كاليفورنيا. تم إعطاءها لقب مدينة في 23 ديسمبر، 1914 بلغ تعداد سكان المدينة عام 2010 بحوالي 41,000 نسمة وفي عام 2014 بحوالي 43,000 نسمة.

## المناخ
يظهر الجدول التالي التغييرات المناخية على مدار السنة لسان برونو:
| البيانات المناخية لـسان برونو                                                                   | البيانات المناخية لـسان برونو | البيانات المناخية لـسان برونو | البيانات المناخية لـسان برونو | البيانات المناخية لـسان برونو | البيانات المناخية لـسان برونو | البيانات المناخية لـسان برونو | البيانات المناخية لـسان برونو | البيانات المناخية لـسان برونو | البيانات المناخية لـسان برونو | البيانات المناخية لـسان برونو | البيانات المناخية لـسان برونو | البيانات المناخية لـسان برونو | البيانات المناخية لـسان برونو |
| الشهر                                                                                           | يناير                         | فبراير                        | مارس                          | أبريل                         | مايو                          | يونيو                         | يوليو                         | أغسطس                         | سبتمبر                        | أكتوبر                        | نوفمبر                        | ديسمبر                        | المعدل السنوي                 |
| ----------------------------------------------------------------------------------------------- | ----------------------------- | ----------------------------- | ----------------------------- | ----------------------------- | ----------------------------- | ----------------------------- | ----------------------------- | ----------------------------- | ----------------------------- | ----------------------------- | ----------------------------- | ----------------------------- | ----------------------------- |
| متوسط درجة الحرارة الكبرى °ف (°م)                                                               | 55.9 (13.3)                   | 59.3 (15.2)                   | 61.2 (16.2)                   | 64.3 (17.9)                   | 66.8 (19.3)                   | 69.9 (21.1)                   | 71.1 (21.7)                   | 71.7 (22.1)                   | 72.7 (22.6)                   | 69.7 (20.9)                   | 62.0 (16.7)                   | 56.1 (13.4)                   | 65.1 (18.4)                   |
| متوسط درجة الحرارة الصغرى °ف (°م)                                                               | 42.9 (6.1)                    | 45.5 (7.5)                    | 46.8 (8.2)                    | 48.1 (8.9)                    | 50.5 (10.3)                   | 52.9 (11.6)                   | 54.5 (12.5)                   | 55.5 (13.1)                   | 55.1 (12.8)                   | 52.4 (11.3)                   | 47.5 (8.6)                    | 43.0 (6.1)                    | 49.6 (9.8)                    |
| الهطول إنش (مم)                                                                                 | 4.45 (113)                    | 4.01 (102)                    | 3.26 (83)                     | 1.18 (30)                     | 0.38 (9.7)                    | 0.11 (2.8)                    | 0.03 (0.76)                   | 0.07 (1.8)                    | 0.20 (5.1)                    | 1.04 (26)                     | 2.49 (63)                     | 2.89 (73)                     | 20.11 (511)                   |
| المصدر: "Climatography of the United States", National Climatic Data Center (www.ncdc.noaa.gov) |                               |                               |                               |                               |                               |                               |                               |                               |                               |                               |                               |                               |                               |

## أعلام
- سوزان سومرز